# Divisione Nazionale 1929
La Divisione Nazionale 1929 è stata l'8ª edizione del torneo di primo livello del campionato italiano di hockey su pista.
Lo scudetto è stato conquistato dalla Triestina per la quinta volta nella sua storia.

## Stagione

### Formula
La competizione fu strutturata su una prima fase composta da due gironi da tre club ciascuno disputati tramite un girone unico all'italiana con gare di sola andata. La seconda fase fu disputata dalla due squadre vincenti la prima fase e dai campioni d'Italia uscenti.

### Avvenimenti
Dopo due stagioni in cui fu presente solo la Triestina come squadra partecipante il campionato tornò ad essere disputato in maniera più organica con sette compagini al via. Da segnalare l'iscrizione al torneo per la prima volta del Novara, compagine che entrerà nella storia dell'hockey su pista italiano. Alla prima fase parteciparono le sei squadre sfidanti: Milan, Novara e Patavium inserite nel girone A e Genova, Padova e Roma nel girone B. Alla fine di questa prima fase i due club vittoriosi e cioè Novara e Padova affrontarono la Triestina nel girone finale, disputato a Trieste, per l'assegnazione del titolo. Al termine del girone finale le tre squadre si trovarono tutte con due punti. Siccome il regolamento del tempo non contemplava una classifica con tutte le squadre in parità (non teneva conto né del quoziente-reti né dei confronti diretti), la Federazione decise in un primo tempo di non assegnare il titolo e in un secondo momento lo assegnò alla Triestina.

## Squadre partecipanti
| Club      | Stagione | Città   |
| --------- | -------- | ------- |
| Genova    | n.d.     | Genova  |
| Milan     | dettagli | Milano  |
| Novara    | dettagli | Novara  |
| Padova    | n.d.     | Padova  |
| Patavium  | n.d.     | Padova  |
| Roma      | n.d.     | Roma    |
| Triestina | dettagli | Trieste |

## Prima fase

### Girone A

#### Classifica finale
|  | Pos. | Squadra  | Pt | G | V | N | P | GF | GS | DR  |
|  | ---- | -------- | -- | - | - | - | - | -- | -- | --- |
|  | 1.   | Novara   | 4  | 2 | 2 | 0 | 0 | 16 | 2  | +14 |
|  | 2.   | Patavium | 2  | 2 | 1 | 0 | 1 | 9  | 10 | -1  |
|  | 3.   | Milan    | 0  | 2 | 0 | 0 | 2 | 0  | 13 | -13 |

Legenda:
  Qualificato alla fase finale.
Note:
Due punti a vittoria, uno a pareggio, zero a sconfitta.

#### Risultati
| Novara 4 maggio 1929 | Novara | 10 – 2 | Patavium |  |

| Milano 18 maggio 1929 | Milan | 0 – 6 | Novara |  |

| Padova 30 maggio 1929 | Patavium | 7 – 0 | Milan |  |

### Girone B

#### Classifica finale
|  | Pos. | Squadra | Pt | G | V | N | P | GF | GS | DR  |
|  | ---- | ------- | -- | - | - | - | - | -- | -- | --- |
|  | 1.   | Padova  | 4  | 2 | 2 | 0 | 0 | 16 | 1  | +15 |
|  | 2.   | Roma    | 0  | 1 | 0 | 0 | 1 | 1  | 7  | -6  |
|  | 3.   | Genova  | 0  | 1 | 0 | 0 | 1 | 0  | 9  | -9  |

Legenda:
  Qualificato alla fase finale.
Note:
Due punti a vittoria, uno a pareggio, zero a sconfitta.

#### Risultati
| Padova 4 maggio 1929 | Padova | 7 – 1 | Roma |  |

| Genova 27 maggio 1929 | Genova | 0 – 9 | Padova |  |

## Fase finale

### Classifica finale
|  | Pos. | Squadra   | Pt | G | V | N | P | GF | GS | DR |
|  | ---- | --------- | -- | - | - | - | - | -- | -- | -- |
|  | 1.   | Triestina | 2  | 2 | 1 | 0 | 1 | 5  | 9  | -4 |
|  | 2.   | Padova    | 2  | 2 | 1 | 0 | 1 | 7  | 5  | +2 |
|  | 3.   | Novara    | 2  | 2 | 1 | 0 | 1 | 9  | 7  | +2 |

Legenda:
      Campione d'Italia.
Note:
Due punti a vittoria, uno a pareggio, zero a sconfitta.

### Risultati
| Trieste 22 giugno 1929 | Padova | 5 – 2 | Novara |  |

| Trieste 22 giugno 1929 | Triestina | 3 – 2 | Padova |  |

| Trieste 22 giugno 1929 | Triestina | 2 – 7 | Novara |  |

## Verdetti
| Verdetto               | Club                  |
| ---------------------- | --------------------- |
| Campione d'Italia 1929 | Triestina (5º titolo) |

### Squadra campione
| N° | Naz.              | Ruolo | Sportivo        |  |  |  |
| -- | ----------------- | ----- | --------------- |  |  |  |
|    | Italia (bandiera) | E     | Luigi Canal     |  |  |  |
|    | Italia (bandiera) | E     | Mario Cergol    |  |  |  |
|    | Italia (bandiera) | E     | Gino De Santi   |  |  |  |
|    | Italia (bandiera) | E     | Vittorio Dorigo |  |  |  |
|    | Italia (bandiera) | P     | Ares Pecorari   |  |  |  |
|    | Italia (bandiera) | E     | Aldo Orlandi    |  |  |  |

- Allenatore:  Edoardo Germogli